# BUSTLE海老名

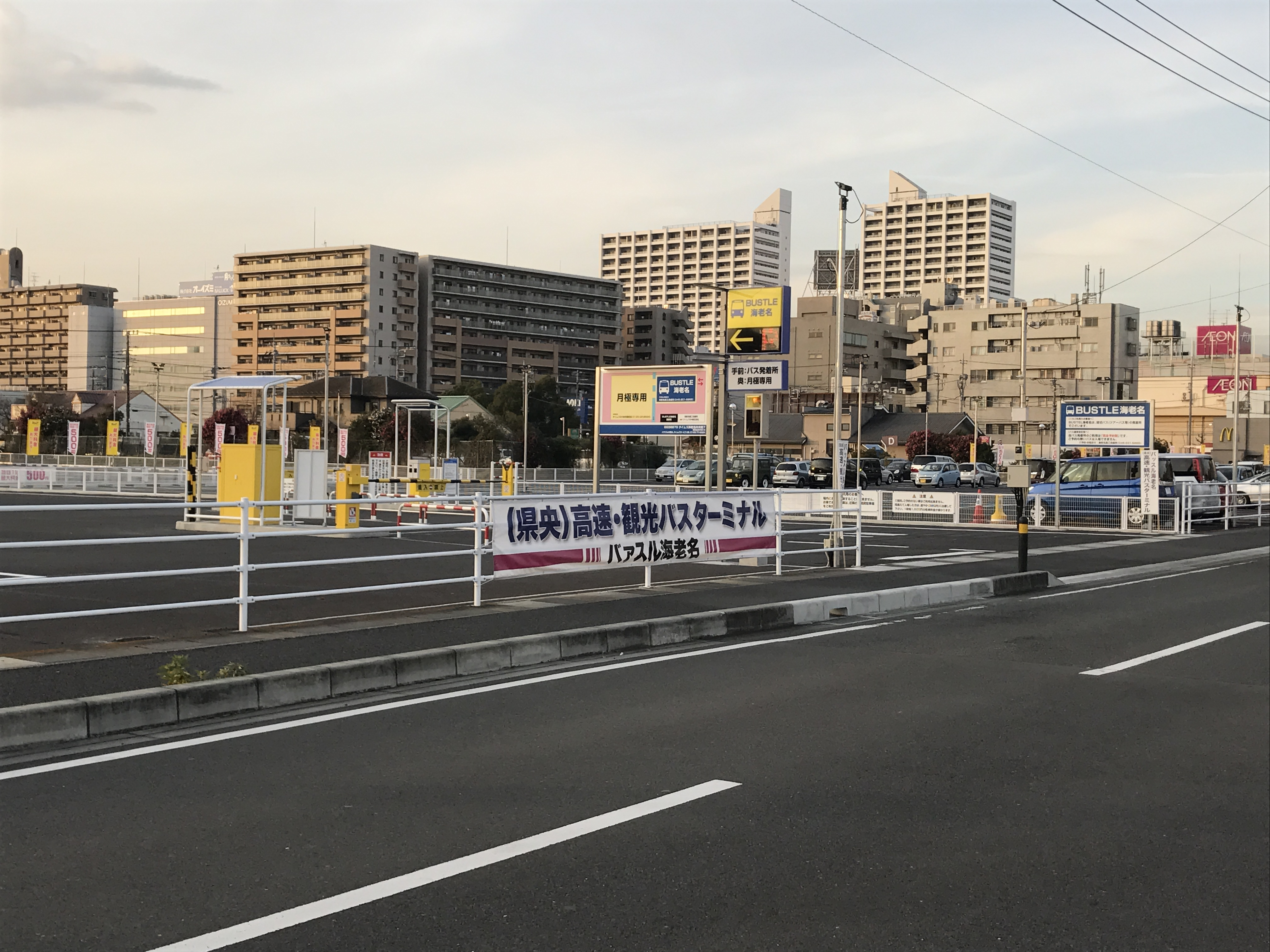
BUSTLE海老名

BUSTLE海老名（バァスルえびな）は、神奈川県海老名市中央2丁目3にある高速・観光バスターミナルの名称である。イオンリテール・タイムズ24・イオン海老名ショッピングセンター・杉崎高速バス（杉崎観光バス）・海老名商工会議所の共同で開設された。管理は海老名商工会議所が行っている。

## 概要
神奈川県央地区の観光・高速バス拠点となることを目指し、2016年竣工、2017年3月使用開始された。
2015年1月12日に供用が開始された「高速バス海老名」バス停の後継として、2016年10月9日に供用が開始された。名称は、にぎわいを意味する英語「バァスル」から命名された。
なお、神奈川中央交通と小田急バスおよび同社との共同運行便は、従来通り海老名駅東口に停車(降車のみ)する。
先代の「高速バス海老名」は公道上にあったのに対し、「BUSTLE海老名」は「海老名駅東口企業送迎ターミナル」(e-cat)と同様に駐車場の敷地内に設置されている。
なお敷地内に、待合室や雨除けの屋根などはない。

## 乗り入れバス会社

### 杉崎高速バス
- 東京・横浜・海老名・秦野 - 名古屋駅前・金山
- 東京・横浜・海老名・秦野 - 梅田・鳥取

### 桜交通キラキラ号
- 海老名・横浜・バスタ新宿 - 仙台・石巻
- 海老名・横浜・バスタ新宿 - 山形・鶴岡・酒田
- 海老名・横浜・バスタ新宿 - 長岡・燕三条・新潟

### 広栄交通バスブルーライナー
- 川越・新宿・海老名 - 梅田・難波・神戸三宮

### 丹沢交通ジャムジャムライナー
- 横浜・町田・海老名 - 富山・金沢

## アクセス
海老名駅より徒歩10分。
最寄りバス停は、「郵便局前」(相鉄バス)、「海老名市役所」(相鉄バス)、「市役所前」（神奈川中央交通）、「海老名市役所北」(海老名市コミュニティバス)。

## 営業時間
基本的にバス発着は早朝・深夜のみだが24時間営業を行っている。